# Donnie Macfadyen
Pour les articles homonymes, voir Macfadyen.
Pas d'image ? Cliquez ici

a Compétitions nationales et continentales officielles uniquement.

b Matchs officiels uniquement.
Dernière mise à jour le 11 novembre 2021.
Donald John Hunter Macfadyen, plus connu comme Donnie Macfadyen,  né le 11 octobre 1979 à Édimbourg (Écosse), est un joueur de rugby à XV qui joue au poste de troisième ligne aile. 
Il compte 11 sélections avec l'équipe d'Écosse entre 2002 et 2006

## Biographie
Il joue avec les Glasgow Warriors en Challenge européen et dans la Ligue Celte entre 1999 et 2008.
Il a disputé 17 matchs de la coupe d'Europe et 5 du Challenge européen.

## Palmarès
- 11 sélections entre 2002 et 2006.
- 2 essais, 10 points
- Sélections par années : 2 en 2002, 7 en 2004, 2 en 2006.
- Tournoi des Six Nations disputé: aucun.
- Participation à la coupe du monde : aucune.